# Davor Dominiković
Davor Dominiković (Metković, 7. april 1978) hrvatski je rukometni trener i bivši rukometaš, koji je igrao na poziciji levog krila. Trenutno je trener Vinhorsta.
Najbolji učinak za Metković ostvario je 29. aprila 2000. godine sa postignutih pet golova u poslednjih jedanaest minuta utakmice protiv Flensburga što je Metkoviću donelo trofej pobednika Kupa EHF.
Kao član Hrvatske rukometne reprezentacije dobio je Državnu nagradu za sport Franjo Bučar 2004. godine. Sa reprezentacijom je osvojio Svetsko prvenstvo 2003. i zlatnu medalju na Olimpijskim igrama 2004.

### Zagreb
- Prvenstvo Hrvatske : 1998, 1999.
- Kup Hrvatske : 1998, 1999.
- EHF Liga šampiona : finale 1998, 1999.

### Metković
- Prvenstvo Hrvatske : 2000. (oduzeta titula)
- Kup Hrvatske : 2001, 2002.
- EHF kup : 2000. (finale 2001).

### Barselona
- Prvenstvo Španije : 2006.
- Pirinejska liga : 2006.
- EHF Liga šampiona : 2005.

## Spoljašnje veze
- Osobna stranica Davora Dominikovića